# Colman (Dakota du Sud)
Pour les articles homonymes, voir Colman.
Colman est une ville américaine située dans le comté de Moody, dans l'État du Dakota du Sud.
La ville est fondée en 1880, lors de l'arrivée du Milawaukee Railroad. D'abord appelée Allentown, la ville est renommée en l'honneur d'une entreprise locale, la Colman Lumber Company.

## Démographie
| 1900 | 1910 | 1920 | 1930 | 1940 | 1950 |
| ---- | ---- | ---- | ---- | ---- | ---- |
| 213  | 362  | 535  | 488  | 462  | 509  |

| 1960 | 1970 | 1980 | 1990 | 2000 | 2010 |
| ---- | ---- | ---- | ---- | ---- | ---- |
| 505  | 456  | 501  | 482  | 572  | 594  |

Selon le recensement de 2010, elle compte 594 habitants. La municipalité s'étend sur 1,88 milles carrés (4,87 km2).